# Self Portrait
Self Portrait ist ein Doppelalbum von Bob Dylan mit Coverversionen bekannter Songs sowie Instrumentaltiteln, Eigenkompositionen und Liveaufnahmen. Es wurde im Juni 1970 veröffentlicht, erreichte Platz 4 der Billboard 200, erhielt Gold-Status für mehr als 500.000 verkaufte Einheiten und gehört trotzdem zu den umstrittensten Veröffentlichungen des Künstlers. Er selbst bezeichnete es als Antwort auf die zahlreichen Bootlegs, die zu jener Zeit von ihm im Umlauf waren.

## Entstehung
Noch in der Woche der Veröffentlichung des vorangegangenen Albums Nashville Skyline Anfang April 1969 ging Dylan mit dem Produzenten Bob Johnston ins Columbia Row Music Studio in Nashville, um einige Klassiker der zeitgenössischen Musik, insbesondere aus den Genres Blues, Folk und Country, aufzunehmen. Darunter waren einige Stücke von Johnny Cash, was den Schluss nahelegt, dass die Aufnahmen als Vorbereitung auf Dylans Auftritte in Johnny Cashs neuer Fernsehshow getätigt wurden. Insgesamt fanden drei Aufnahmesessions statt, doch das Material blieb rund ein Jahr lang liegen, bevor es im März 1970 in New York zu weiteren Aufnahmen kam, unter denen sich auch von Dylan neu geschriebene Stücke befanden. Im April 1970 wurden die Aufnahmen zu Self Portrait in Nashville abgeschlossen. Ein Teil der Sessions fand ohne Dylan statt, während seiner Abwesenheit wurden auf Anweisung des Produzenten Johnston verschiedene Streicher und Bläser neu eingespielt und overdubt. Betroffen waren das Saxophon bei Woogie Boogie, die gesamte Instrumentierung von Belle Isle und Copper Cattle, die Geige in Blue Moon, die Hörner und andere Blechblasinstrumente in Wigwam sowie die Arrangements von It Hurts Me Too und der beiden Teile von Alberta. Ebenfalls nachbearbeitet wurden die Live-Aufnahmen von Dylans Headliner-Konzert im August 1969 beim Isle of Wight Festival, die auf das Album genommen wurden.
Warum Dylan eine Version von Paul Simons Song The Boxer aufnahm, ist bis heute unklar. Einige Kritiker vermuteten, dass Dylan den Song als Parodie auffasste, weil er Paul Simon für einen „Möchtegern-Dylan“ hielt und ihn verhöhnen wollte.
Das Album wurde am 8. Juni 1970 veröffentlicht. Insgesamt enthält es zwei von Dylan geschriebene, bis dahin unveröffentlichte Stücke sowie vier Live-Aufnahmen, 16 Coverversionen zeitgenössischer Songs, von Pop-Klassikern der 1950er Jahre und traditionellen Folk- und Countrystücken. Das Schallplattencover zeigt ein Selbstporträt Dylans in Öl.

## Rezeption
Das Album gehört zu den am meisten kritisierten der Rockgeschichte. Die bekannteste Kritik zu dem Album, verfasst von dem Musik-Kritiker und Dylan-Fan Greil Marcus für den Rolling Stone, beginnt mit dem Satz „What is this shit?“ (dt.: „Was ist das für eine Scheiße?“). Varesi bezeichnete das Album als „lächerlich“, die Live-Aufnahmen vom Isle of Wight Festival könne man vergessen, nur sehr wenige der auf dem Album enthaltenen Lieder seien es wert, angehört zu werden, und Robert Christgau habe treffend bemerkt, dass kein Mensch sich mehr als eine Schallplattenseite am Stück anhören könne. Einen der Hauptgründe dafür, dass Self Portrait ein so schlechtes Album geworden sei, sieht Varesi in der Arbeit des Produzenten Johnston. Sein Mix sei schlecht und der Einsatz von Streichern und Bläsern meist fehl am Platz. Er kritisiert zudem die Gesangsleistung von Dylan als „seelenlos und unkommunikativ“, bei manchen Liedern scheine er sich selbst parodieren zu wollen. Zudem lasse Dylan bei der Auswahl der Coverversionen kein System erkennen, sie erscheine willkürlich. Harsche Kritik brachte Dylan der Umstand ein, dass er die Neuarrangements der Traditionals wie Alberta, It Hurts Me Too oder Belle Isle als seine eigenen Songs ausgab. Varesi resümiert, dass das Album nichts mit einem Selbstporträt des Künstlers gemein habe. Seth Rogovoy dagegen sah Self Portrait als Mischung aller Stile und Lieder, die Dylans Musik bis dahin beeinflusst hatten. Lee Marshall bemängelte, das Album sei in sich nicht stimmig, so seien die Live-Aufnahmen ohne erkennbares System über das ganze Album verstreut. Dylan selbst gab an, dass er das Album aus Gründen der Abschreckung veröffentlicht habe; er sei der Auffassung gewesen, dass ihm mehr Aufmerksamkeit zuteilgeworden sei, als ihm lieb gewesen sei. In einem Gespräch mit Cameron Crowe sagte Dylan hingegen, dass ihn die unzähligen Bootlegs seiner Aufnahmen gestört hätten und er deshalb mit Self Portrait sein eigenes Bootleg herausgebracht habe. In seiner Autobiografie Chronicles beschrieb er den Entstehungsprozess des Albums mit den Worten „Ich stellte ein Doppelalbum zusammen, indem ich alles, was mir einfiel, an die Wand warf und das veröffentlichte, was klebenblieb. Dann kratzte ich alles zusammen, was heruntergefallen war, und schob es hinterher.“ Stephen Thomas Erlewine von Allmusic resümierte, dass es nie ein Album gegeben habe, das so deutlich darauf angelegt war, das Publikum vor den Kopf zu stoßen. Zwar sei es mit den Jahren einfacher geworden, das Album anzuhören, es sei aber immer noch undurchschaubar und schwer zu erschließen.

## Kommerzieller Erfolg
Trotz der schlechten Kritiken konnte sich das Album in den Hitparaden platzieren. In den USA erreichte es Platz 4 der Billboard 200 und erhielt Gold-Status für mehr als 500.000 verkaufte Einheiten. In Großbritannien stieg es direkt auf Platz 1 der Album-Charts ein, in Deutschland erreichte Self Portrait Platz 29 der Media-Control-Charts.

## Inhalt
LP Seite 1
1. All the Tired Horses (Dylan) – 3:12
2. Alberta #1 (Trad.; Arr. Dylan) – 2:57
3. I Forgot More Than You'll Ever Know (Cecil A. Null) – 2:23
4. Days of '49 (Lomax/Lomax/Warner) – 5:27
5. Early Morning Rain (Gordon Lightfoot) – 3:34
6. In Search of Little Sadie (Trad.; Arr. Dylan) – 2:27

LP Seite 2
1. Let It Be Me (Gilbert Bécaud/M. Curtis/Pierre Delanoe) – 3:00
2. Little Sadie (Trad.; Arr. Dylan) – 2:00
3. Woogie Boogie (Dylan) – 2:06
4. Belle Isle (Trad.; Arr. Dylan) – 2:30
5. Living the Blues (Dylan) – 2:42
6. Like a Rolling Stone (Dylan) – 5:18

LP Seite 3
1. Copper Kettle (The Pale Moonlight) (Alfred Frank Beddoe) – 3:34
2. Gotta Travel On (Paul Clayton/Larry Ehrlich/David Lazar/Tom Six) – 3:08
3. Blue Moon (Lorenz Hart/Richard Rodgers) – 2:29
4. The Boxer (Paul Simon) – 2:48
5. The Mighty Quinn (Quinn the Eskimo) (Dylan) – 2:48
6. Take Me as I Am (Or Let Me Go) (Boudleaux Bryant) – 3:03

LP Seite 4
1. Take a Message to Mary (Felice Bryant/Boudleaux Bryant) – 2:46
2. It Hurts Me Too (Trad.; Arr. Dylan) – 3:15
3. Minstrel Boy (Dylan) – 3:32
4. She Belongs to Me (Dylan) – 2:43
5. Wigwam (Dylan) – 3:09
6. Alberta #2 (Trad.; Arr. Dylan) – 3:12

## Another Self Portrait
2013 erschien als Volume 10 von Bob Dylans Bootleg Series die Kompilation Another Self Portrait. Neben bisher unveröffentlichten Outtakes und Alternativversionen von Songs der Alben Self Portrait und New Morning sowie zwei Live-Aufnahmen enthält die Kompilation einige der Songs, die auf dem 1970er Self Portrait mit Overdubs zu hören waren, in sozusagen purem Zustand. Am markantesten ist dies zu hören bei Wigwam, damals mit nachträglich hinzugefügten Bläsersätzen veröffentlicht, jetzt auf Another Self Portrait in der Originalversion nur mit Dylans „la-la da-da“-Gesang, Gitarre und Piano.
In einer sogenannten Deluxe Edition von Another Self Portrait wurde erstmals die Live-Aufnahme des gesamten Konzerts von Bob Dylan und The Band auf der Isle of Wight am 31. August 1969 veröffentlicht.